# Montabert (entreprise)
Pour les articles homonymes, voir Montabert.
Montabert, a été rachetée en juin 2015 par un groupe minier Américain  Joy Global. En 2017, Joy Global a été racheté par Komatsu et intègre la division Komatsu Mining Corp.
Montabert, filiale de 2007 à 2015 du groupe Doosan, est une entreprise française spécialisée dans la fabrication de machines pour l'extraction ou la construction fondée en 1921. Elle fait partie des trois leaders du marché mondial dans ce domaine et premier fabricant français indépendant de matériels de travaux publics.

## Historique
Fondée en 1921 par Joannès Montabert, Montabert conçoit et fabrique les outils pour travaux publics.
En 1994, l'entreprise est rachetée par Ingersoll Rand.
L'entreprise devient filiale du conglomérat coréen Doosan en 2008.
En juin 2015, Montabert est racheté par l'Américain Joy Global, lui-même racheté par le Japonais Komatsu en 2017.
Les produits de l’entreprise sont utilisés pour le perçage de plusieurs tunnels dont le tunnel routier du Fréjus ou le tunnel de la Croix-Rousse à Lyon.